# Juan Cano de Saavedra
Don Juan Cano de Saavedra (provincia di Cáceres, 1502 circa – Siviglia, 1572) è stato un esploratore spagnolo originario dell'Estremadura.

## Biografia
All'età di 18 anni Cano si trasferì nel Nuovo Mondo prendendo parte alla spedizione di Pánfilo de Narváez contro Hernán Cortés. In seguito Cano combatté Cortés anche dopo la sconfitta di Narváez.
Nel 1532 Cano sposò Isabel Moctezuma (Tecuichpotzin), principale erede di Montezuma, divenendo il suo terzo marito spagnolo. La coppia ebbe cinque figli: Pedro, Gonzalo, Juan, Isabel e Catalina. Entrambe le figlie divennero poi suore.
Cano morì a Siviglia nel settembre del 1572.
| Controllo di autorità | VIAF (EN) 28279502 · ISNI (EN) 0000 0000 4863 621X · CERL cnp01397616 · LCCN (EN) no2007060099 · GND (DE) 13404875X · BNF (FR) cb15693974h (data) · J9U (EN, HE) 987007335312305171 |